# Monotes rufotomentosus
Monotes rufotomentosus är en tvåhjärtbladig växtart som beskrevs av Ernest Friedrich Gilg. Monotes rufotomentosus ingår i släktet Monotes och familjen Dipterocarpaceae. Inga underarter finns listade i Catalogue of Life.